# Décès en 1042
Décès
- 1038
- 1039
- 1040
- 1041
- 1042
- 1043
- 1044
- 1045
- 1046

Cette page dresse une liste de personnalités mortes au cours de l'année 1042 :
- janvier : Anushtakin al-Dizbari (en), gouverneur en Syrie.
- 24 janvier : Abbad Ier, cadi de Séville.
- 8 juin : Knud II le Hardi, roi d'Angleterre et du Danemark.
- 24 août : Michel V, empereur byzantin.

- Bonipert (en), premier évêque de Pécs (Royaume de Hongrie).
- Eadred de Durham, évêque de Durham.
- Guillaume III de Montferrat,  marquis de Montferrat.
- Jayasimha II (en), également connu en tant que Jagadekhamalla II ou Mallikamoda, roi des Chalukya occidentaux.
- Ordoño Bermúdez (en), fils du roi Bermude II de León.
- Pardos (catépan) (en), Catépan d'Italie.
- Sigtryggr Silkiskegg, Sitryggr ou Sihtric III Olafsson Silki Skegg (Barbe de soie), monarque norvégien-gaël roi de Dublin, membre de la dynastie des Uí Ímair.

date incertaine (vers 1040/1042)
- Néel Ier de Saint-Sauveur, vicomte du Cotentin et seigneur de Saint-Sauveur.

## Crédit d'auteurs
- Cet article est partiellement ou en totalité issu de l'article intitulé « 1042 » (voir la liste des auteurs).